# Jiří Růžek

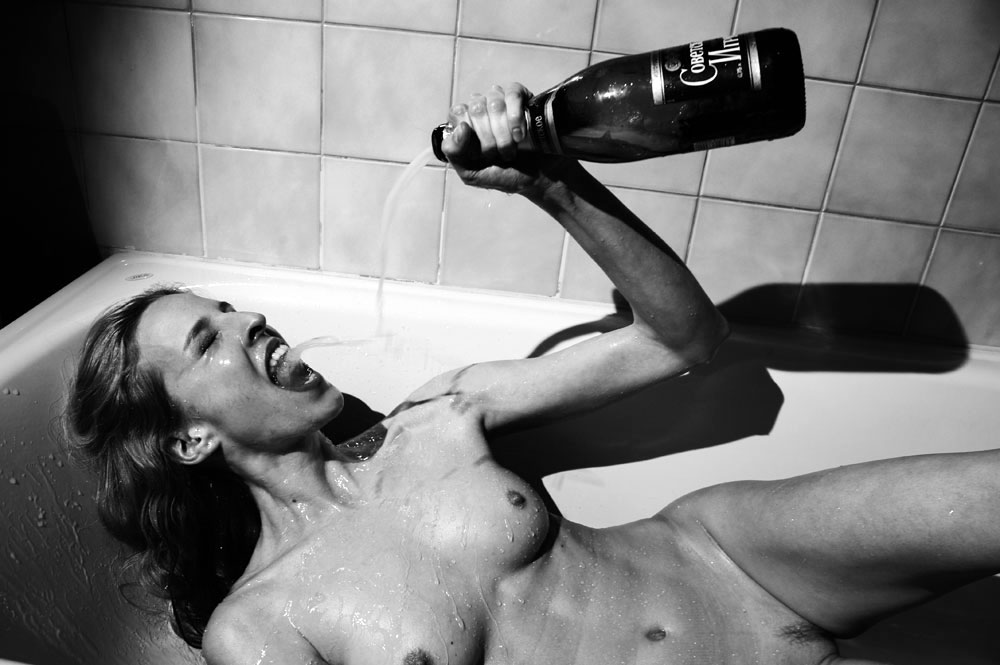
Jiří Růžek: Sovetskoe Igristoe, 2010, Základní instinkt 2010 - 1º posto (semifinale)

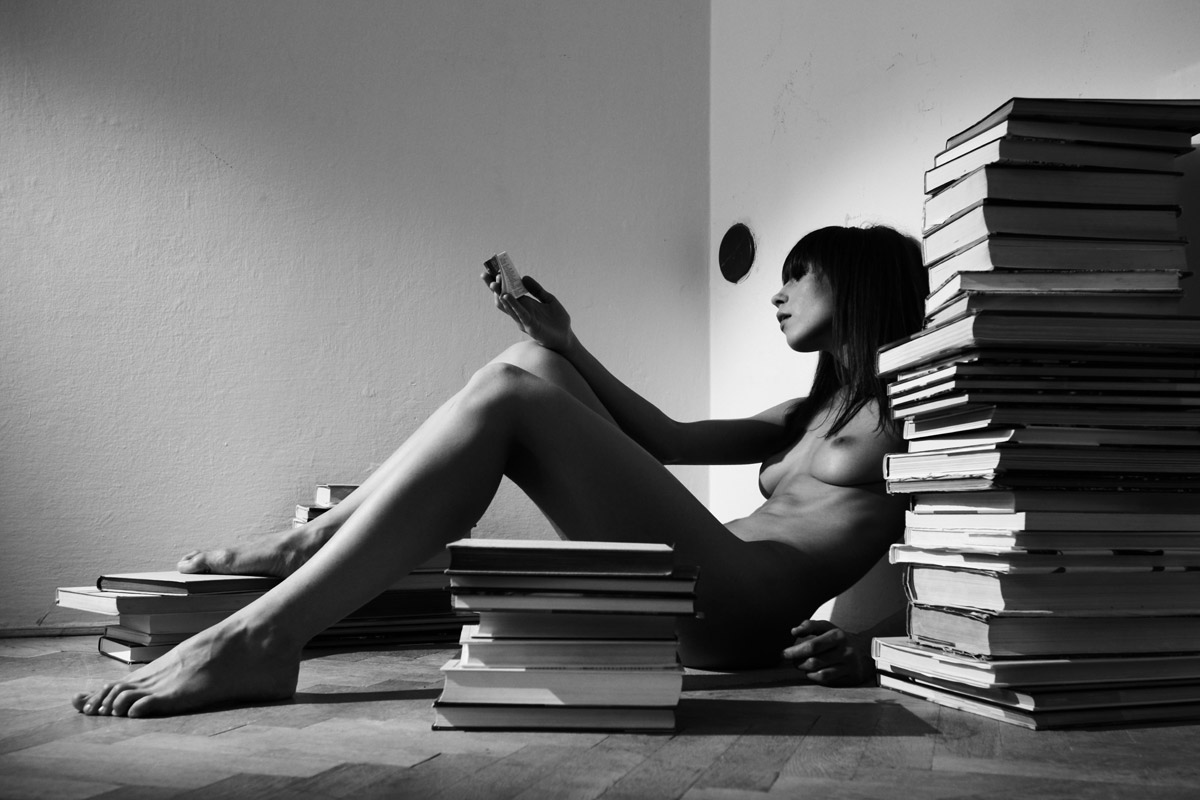
Jiří Růžek: Topo di biblioteca, 2010

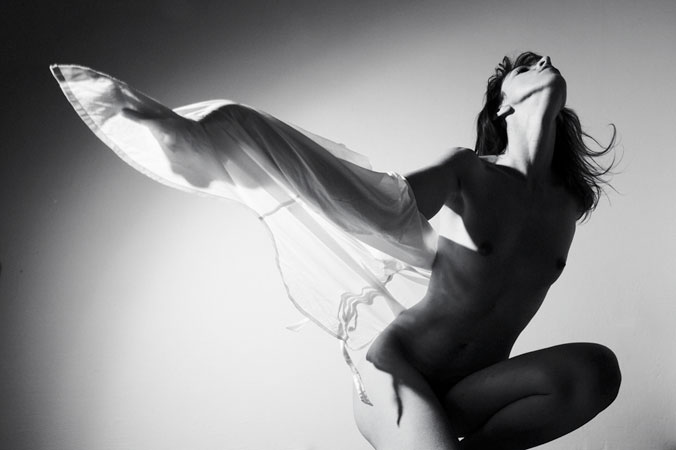
Jiří Růžek: Isis, 2009

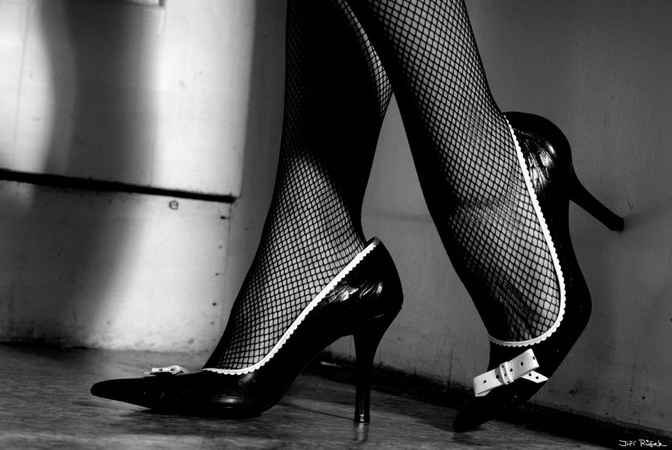
Jiří Růžek: Network, 2007

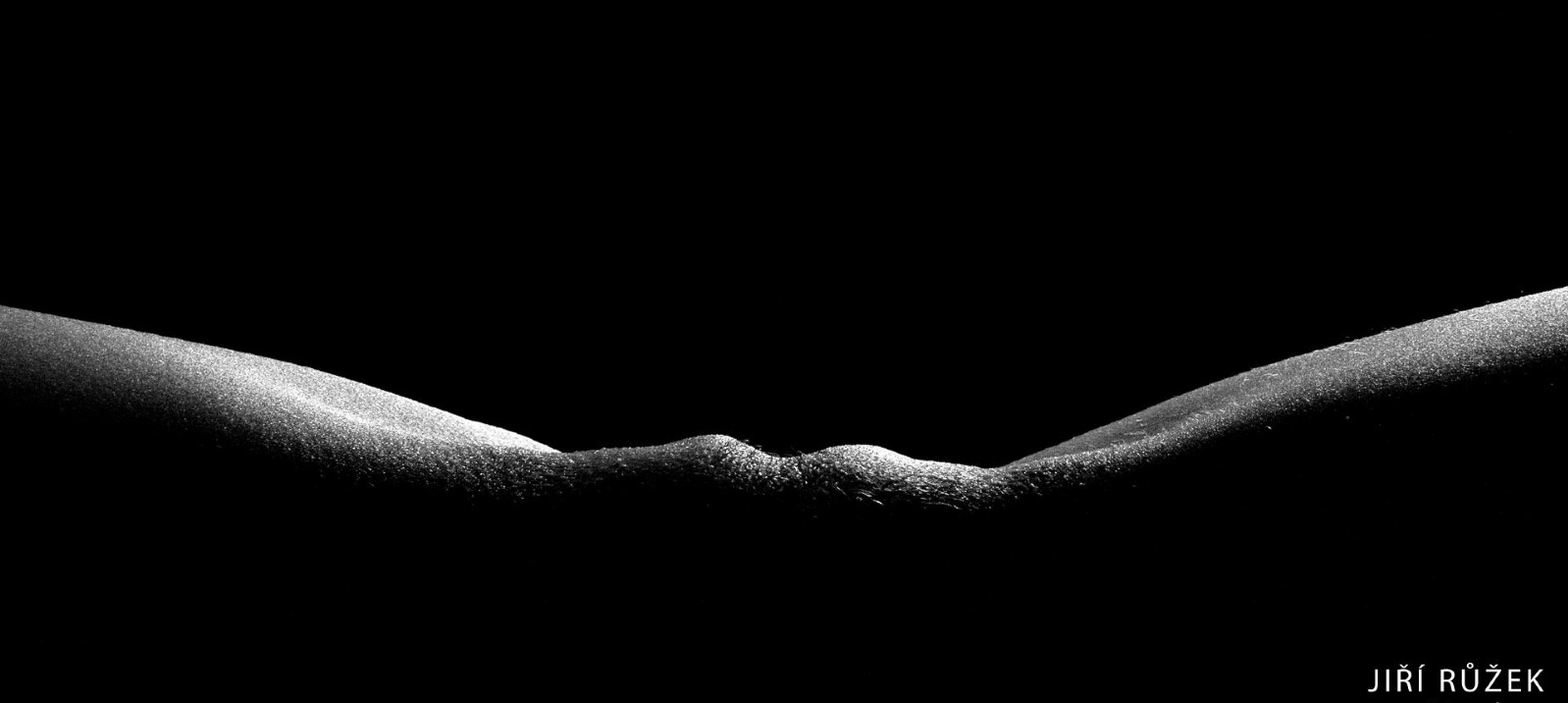
Jiří Růžek: Ceca Monti Centrale, 2006, Akty X 2009 - 1º posto

Jiří Růžek (Litoměřice, 29 agosto 1967) è un fotografo ceco.

## Biografia
Proveniente da una famiglia priva di un background artistico specifico, ha vissuto fino all'età di sette anni a Litomerice, una città pittoresca della Boemia settentrionale. In seguito la sua famiglia si è trasferita in una cittadina vicina - Libochovany, dove è rimasto fino a 22 anni (1989), quando ha svolto il militare durante la rivoluzione di velluto.
Tra gli anni 1981 e 1985 ha studiato al Liceo Josef Jungmann a Litomerice, dove ha iniziato a suonare il basso e a cantare in diversi gruppi musicali di rock, folk e jazz. La sua carriera di musicista si è conclusa l'ultimo giorno dell'anno 2005. Tra il 1983 e il 1988 ha studiato anche sceneggiatura presso il Conservatorio di Jaroslav Ježek.
Nel 1995, quando aveva 28 anni, ha realizzato una serie di fotografie per la copertina di un gruppo praghese chiamato Please Don't Care. Successivamente, chiedendo alla sua amica e modella Martina Cyrkvova di posare per lui, ha studiato per la prima volta l'arte di fotografare il nudo femminile.
Nel 2004 si è trasferito a Praga, Repubblica Ceca, dove attualmente vive con Ludmila Foblová, architetto e fotografa di nudo.

## Opere
Generalmente viene riconosciuto e citato come autore di nudo femminile in bianco e nero.
A partire dal 2006 le sue fotografie sono state pubblicate in diverse riviste stampate e on-line, sia ceche che straniere, e acquisite da varie collezioni private di tutto il mondo.
La sua prima mostra collettiva, risalente al 2006, si è svolta nella prima caffetteria di Holesovice (1. Holesovicka kavarna), a Praga. La prima mostra monografica invece fu organizzata sempre nello stesso luogo l'anno seguente. Nel luglio 2009 ha vinto il prestigioso premio della rivista ceca Reflex chiamato Akty X con la fotografia Montagne della Repubblica Ceca centrale (České středohoří), titolo che ricorda il luogo dove egli è nato..
Jiri è membro dell'Albo dei Fotografi della Repubblica Ceca, dell'Associazione dei Fotografi e della Federazione della Fotografia Artistica.

## Mostre
- 1. Holešovická kavárna 2006, Praga
- Jiří Růžek - Nudo 2007 (1. Holešovická kavárna Praga)
- Designblok festival 2009 (Superstudio A4 Holešovický pivovar, Praga)[4]
- Prague Photo 2010 (Mostra Hall Manes, Praga)[5]
- Jiří Růžek - Holky v altánu 2010 (Viniční altán, Praga)[6][7]
- Massima Fotografia 2010 (Castello Rudoltice)[8]
- Jiří Růžek - V lůně středohoří 2010 (Galleria Na Baště Litomerice)[9]
- Digiforum 2010 (Clarion Congress Hotel, Praga; mostra collectiva di Jan Saudek, Robert Vano ecc)[10]
- Art For Sue Ryder 2010 (Sue Ryder, Praga)[11]
- Základní Instinkt/Basic Instinct 2010 (Malostranská Beseda, Praga)[12]
- Základní Instinkt/Basic Instinct 2011 (Langhans Galleria, Praga)[13]
- Naked in Algarve, 2011 (Galeria Arte Algarve, Lagoa, Portogallo)[14]
- Feira de arte Arte Algarve IV, 2011 (Única - Adega Cooperativa do Algarve em Lagoa, Lagoa, Portogallo)[15][16]
- Feminae, 2012 (Fábrica Braço de Prata, Lisbona, Portogallo)[17]

## Premi
- Akty X 2009 - 1º posto, foto vincente “Ceske Stredohori” (concorso per il miglior nudo della rivista Reflex)[1][18]
- Základní instinkt 2010 - 1º posto (semifinale, concorso per il miglior nudo della rivista Instinkt)[19][20]

## Opere edite
- Transit (2009, Euphoria Factory, Giappone) ISBN 978-4-06-379405-2
- Nude Photography (2010, Loft Publications, Spagna/Frechmann GmbH., Germania) ISBN 978-84-92731-00-8
- Dame tus ojos (2011, Random House, Spagna) ISBN 978-84-253-4574-6
- Fetish Fantasies (2011, Feierabend Unique Books, Germania) ISBN 978-3-939998-77-8
- Pussy Mania (2011, Edition Skylight, Svizzera) ISBN 978-3-03766-622-7
- Nude Closeup (2011, Publishers Graphics, USA) ISBN 978-0-9847499-0-4

## Citazioni
- "La bellezza del corpo femminile va di pari passo con i segreti della sua anima e non può essere percepita separatamente se si vuole catturare ed esprimere tutto ciò che insieme chiamiamo la donna. ... Può sembrare un cliché, ma se viene rispettato Hendrix nella musica contemporanea, deve essere anche rispettato Newton nella fotografia contemporanea....Lei ha impressione che io abbia trovato il mio stile?  È una storia infinita. Quando sarò sicuro di averlo trovato probabilmente sarà il tempo giusto per smettere di fotografare." Intervista per l'Universe d'Artistes, 26 11 2007[21]
- "Che cosa voglio? Scattare una foto di cui tutti si ricorderanno." Reflex Magazine, 19 8a 2009
- "le donne sono vitali ed animalesche nello stesso tempo, bellissime però imperfette. Sono anche personalità molto complicate ed io cerco di rappresentarle così, non in una maniera tale da essere approvate dal Vaticano." Litoměřický diario, 21 Nono 2010[22]